# A Sorcery Written In Blood
A Sorcery Written In Blood fue el primer demo de la banda de black metal, Gorgoroth. El título del demo fue tomado de la letra de la canción "The Return of Darkness and Evil" de Bathory. El demo fue lanzado en 1993 en edición limitada de casete. La canción "Sexual Bloodgargling" es una primera versión de la canción "Ritual", presente en el primer disco de Gorgoroth Pentagram.

## Lista de canciones
1. "Gathered at Blåkulla" – 1:21
2. "Sexual Bloodgargling" – 3:54
3. "(Under) The Pagan Megalith" – 3:41

## Créditos
- Hat - voces
- Infernus - guitarras
- Goat Pervertor - batería
- Kjettar - bajo